# تنمرت (آيت خطايا)
تنمرت هو دُوَّار يقع بجماعة تمزكدوين، إقليم شيشاوة، جهة مراكش آسفي في المملكة المغربية. ينتمي الدوّار لمشيخة آيت خطايا التي تضم 8 دواوير. يقدر عدد سكانه بـ 222 نسمة حسب الإحصاء الرسمي للسكان والسكنى لسنة 2004.

## روابط خارجية
- البوابة الوطنية للجماعات الترابية نسخة محفوظة 12 مارس 2018 على موقع واي باك مشين.
- المندوبية السامية للتخطيط